# 魷魚遊戲系列
《魷魚遊戲》（：／）是韓國Netflix原創影集，《魷魚遊戲》系列播出以來風靡全世界，帶動世界各國前往韓國旅遊的熱門趨勢，也是Netflix最受歡迎戲劇。本影集由黃東赫創作、編劇和執導，李政宰領銜主演。故事講述456名陷入債務問題的玩家們，為了贏得456億韓元的獎金參加一系列致命的兒童遊戲。
黃東赫受自身經濟困境啟發，結合對韩国的经济不平等與資本主義體制的批判，早在2009年便構思並完成《魷魚遊戲》的劇本。然而，由於題材過於陰暗，當時始終無法獲得製作公司青睞，計畫因此一度擱置。2019年，Netflix在拓展全球原創內容的戰略下，決定投入資金製作該影集。第一季於2021年9月17日上線，在全世界掀起巨大熱潮和流行趨勢，僅17天創下1.1億觀看次數，成為Netflix史上最受歡迎的影集。該劇不僅在收視表現上創下紀錄，也獲得多項國際肯定，包括六座黃金時段艾美獎和一座金球獎。
第二季於2023年7月正式開拍，並於2024年12月26日上線；在3天創下6800萬觀看次數，創下Netflix全球首周收視紀錄，榮登163個國家串流冠軍。第三季則作為最終季，與第二季以背靠背形式拍攝，並於2025年6月27日上線。

## 故事簡介
數百名阮囊羞澀的玩家接受一個奇怪的邀請，要在一連串兒童遊戲中相互競爭。等待著他們的不只是誘人的獎項，還有致命的危險。

## 演員與角色
| - 灰色表格代表該角色未在該季登場。 - S 代表該角色特別出演。 |               |          |          |
| 角色                                                        | 登場季度      | 登場季度 | 登場季度 |
| 角色                                                        | 1             | 2        | 3        |
| 成奇勳                                                      | 李政宰        | 李政宰   | 李政宰   |
| 曹尚佑                                                      | 朴海秀        |          |          |
| 黃俊昊                                                      | 魏化儁        | 魏化儁   | 魏化儁   |
| 姜曉                                                        | 鄭好娟        |          |          |
| 吳一男                                                      | 吳永洙        |          |          |
| 張德秀                                                      | 許城泰        |          |          |
| 阿里·阿卜杜勒                                               | 阿努潘·崔帕西 |          |          |
| 韓美女                                                      | 金姝怜        |          |          |
| 智英                                                        | 李瑜美        |          |          |
| 黃仁昊                                                      | 李炳憲S       | 李炳憲S  | 李炳憲S  |
| 西裝男                                                      | 孔劉S         | 孔劉S    |          |
| 朴正倍                                                      | 李書煥S       | 李書煥S  |          |
| 金政來                                                      | 金法來S       | 金法來S  |          |
| 李名器                                                      |               | 任時完   | 任時完   |
| 姜大虎                                                      |               | 姜河那   | 姜河那   |
| 趙賢珠                                                      |               | 朴成焄   | 朴成焄   |
| 朴璟碩                                                      |               | 李陣郁   | 李陣郁   |
| 朴容植                                                      |               | 梁東根   | 梁東根   |
| 金純熙                                                      |               | 曹柔理   | 曹柔理   |
| 張金子                                                      |               | 姜愛心   | 姜愛心   |
| 姜霞                                                        |               | 朴圭瑛   | 朴圭瑛   |
| 仙女                                                        |               | 蔡國熙   | 蔡國熙   |
| 朴敏修                                                      |               | 李大衛   | 李大衛   |
| 崔秀峰／薩諾斯                                              |               | T.O.P.   |          |
| 南奎                                                        |               | 盧載沅   | 盧載沅   |
| 世美                                                        |               | 元志安   |          |
| 金英美                                                      |               | 金施恩   |          |
| 姜敏兒                                                      |               | 宋智友   |          |
| 林正大                                                      |               | 宋永彰   | 宋永彰   |
| 崔宇碩                                                      |               | 全錫浩   | 全錫浩   |
| 朴船長                                                      |               | 吳達洙   | 吳達洙   |

## 劇集列表

### 總覽
| 季數 | 集数 | 集数 | 上線日期       | 上線日期       |
| ---- | ---- | ---- | -------------- | -------------- |
| 1    | 9    | 9    | 2021年9月17日  | 2021年9月17日  |
| 2    | 7    | 7    | 2024年12月26日 | 2024年12月26日 |
| 3    | 6    | 6    | 2025年6月27日  | 2025年6月27日  |

### 第一季（2021年）
| 總集數 | 集數 （季） | 標題                            | 導演   | 編劇   | 上線日期      |
| ------ | ----------- | ------------------------------- | ------ | ------ | ------------- |
| 1      | 1           | 一二三，木頭人        | 黃東赫 | 黃東赫 | 2021年9月17日 |
| 2      | 2           | 地獄                  | 黃東赫 | 黃東赫 | 2021年9月17日 |
| 3      | 3           | 撐傘的男人            | 黃東赫 | 黃東赫 | 2021年9月17日 |
| 4      | 4           | 即使被困住也要選邊站  | 黃東赫 | 黃東赫 | 2021年9月17日 |
| 5      | 5           | 平等的世界            | 黃東赫 | 黃東赫 | 2021年9月17日 |
| 6      | 6           |                       | 黃東赫 | 黃東赫 | 2021年9月17日 |
| 7      | 7           | 貴賓們                | 黃東赫 | 黃東赫 | 2021年9月17日 |
| 8      | 8           | 代表人物              | 黃東赫 | 黃東赫 | 2021年9月17日 |
| 9      | 9           | 幸運之日              | 黃東赫 | 黃東赫 | 2021年9月17日 |

### 第二季（2024年）
| 總集數 | 集數 （季） | 標題                  | 導演   | 編劇   | 上線日期       |
| ------ | ----------- | --------------------- | ------ | ------ | -------------- |
| 10     | 1           | 麵包與彩劵  | 黃東赫 | 黃東赫 | 2024年12月26日 |
| 11     | 2           | 萬聖節派對  | 黃東赫 | 黃東赫 | 2024年12月26日 |
| 12     | 3           | 001                   | 黃東赫 | 黃東赫 | 2024年12月26日 |
| 13     | 4           | 六隻腳      | 黃東赫 | 黃東赫 | 2024年12月26日 |
| 14     | 5           | 再來一局    | 黃東赫 | 黃東赫 | 2024年12月26日 |
| 15     | 6           | O X                   | 黃東赫 | 黃東赫 | 2024年12月26日 |
| 16     | 7           | 是敵還是友  | 黃東赫 | 黃東赫 | 2024年12月26日 |

### 第三季（2025年）
| 總集數 | 集數 （季） | 標題                  | 導演   | 編劇   | 上線日期      |
| ------ | ----------- | --------------------- | ------ | ------ | ------------- |
| 17     | 1           | 鑰匙與小刀  | 黃東赫 | 黃東赫 | 2025年6月27日 |
| 18     | 2           | 星夜        | 黃東赫 | 黃東赫 | 2025年6月27日 |
| 19     | 3           | 不是你的錯  | 黃東赫 | 黃東赫 | 2025年6月27日 |
| 20     | 4           | 222                   | 黃東赫 | 黃東赫 | 2025年6月27日 |
| 21     | 5           | ○△□                   | 黃東赫 | 黃東赫 | 2025年6月27日 |
| 22     | 6           | 人性…       | 黃東赫 | 黃東赫 | 2025年6月27日 |

## 迴響

### 評價
| 季數 | 季數 | 爛番茄          | Metacritic     |
| ---- | ---- | --------------- | -------------- |
|      | 1    | 95%（78篇評論） | 69（13篇評論） |
|      | 2    | 83%（93篇評論） | 62（36篇評論） |
|      | 3    | 83%（42篇評論） | 66（19篇評論） |

魷魚遊戲第一季在評論界中廣受好評。第一季在爛番茄根據78條評論獲得95%的新鮮度，均分8/10。網站一致的共識為：「《魷魚遊戲》嚴酷殘暴的風格不適合膽小的人觀看，但其對社會的尖銳批評與出人意料的溫柔內核會讓觀眾黏在螢幕前——即使他們是透過指間觀看本劇。」在Metacritic根據13位評論家的評分，獲得加權平均分數69分（滿分為100），屬於「正面評論為主」。
第二季在爛番茄根據92條評論獲得83%的新鮮度，均分7.2/10。網站一致的共識為：「《魷魚遊戲》回歸後難免會缺少一些驚喜，但一些極度殘酷的挑戰和進退兩難的道德抉擇使第二季令人緊張。」在Metacritic根據36位評論家的評分，獲得加權平均分數62分（滿分為100），屬於「正面評論為主」。

## 衍生作品
黃東赫亦曾與Netflix合作製作一部受《魷魚遊戲》成功啟發的偽紀錄片，片名為《這星球上最棒的節目》（The Best Show on the Planet）。黃表示，這部喜劇作品是以他個人經歷為靈感，反映《魷魚遊戲》爆紅後他被迫站上鎂光燈下的感受。
2022年6月，Netflix宣布開拍真人實境競賽節目《魷魚遊戲：真人挑戰賽》，並同步開放全球徵選。該節目共10集，邀請456位參賽者角逐獎金456萬美元，其挑戰內容均取材自原劇中的關卡。 節目由Studio Lambert與The Garden聯合製作，並於2023年初在英國貝德福德郡的卡丁頓攝影棚開拍。前五集於2023年11月22日全球上線，後續四集則於11月29日推出，最終回於12月6日播出，並於同日宣布確定推出第二季。
2024年12月，Netflix推出多人手機遊戲《魷魚遊戲：殺出重圍》（Squid Game: Unleashed），讓玩家扮演參賽者角色，體驗劇中所呈現的童年遊戲。玩家在觀看每集節目的同時，亦可獲得遊戲內的獎勵。
據《Deadline Hollywood》於2024年10月報導，Netflix正開發《魷魚遊戲》的英語版改編劇集，由導演大衛·芬奇擔任製作人，目前正在籌備中。

## 外部連結
- 互联网电影数据库（IMDb）上《魷魚遊戲》的资料（英文）
- 在Netflix上觀看《魷魚遊戲》